# جيمس ألفرد بيركنز
جيمس ألفرد بيركنز (بالإنجليزية: James Alfred Perkins)‏ هو عالم سياسة أمريكي، ولد في 11 أكتوبر 1911 في فيلادلفيا في الولايات المتحدة، وتوفي في 19 أغسطس 1998 في برلينغتون في الولايات المتحدة.